# Rothmannia lujae
Rothmannia lujae là một loài thực vật có hoa trong họ Thiến thảo. Loài này được (De Wild.) Keay miêu tả khoa học đầu tiên năm 1958.